# Département de M'Bout
Le département de M'Bout est l'un des cinq départements, appelés officiellement moughataas, de la région de Gorgol, dans le sud de la Mauritanie. M'Bout en est le chef-lieu.

## Géographie
Le département de M'Bout est situé à l'est dans la région de Gorgol et s'étend sur 5 504 km2.
Il est délimité au nord par le département de Barkewol, à l'est par le département de Kiffa et le département d'Ould Yengé, au sud par le département de Sélibabi, le département de Wompou et le département de Maghama, à l'ouest par le département de Kaédi, le département de Lexeiba et le département de Monguel.

## Démographie
En 1988, l'ensemble de la population du département de M'Bout regroupe un total de 58 650 habitants.
En 2000, le nombre d'habitants du département est de 77 816 (37 982 hommes et 39 834 femmes).
Lors du dernier recensement de 2013, la population du département a augmenté à 102 503 habitants (49 635 hommes et 52 867 femmes), soit une croissance annuelle de 2,3 % depuis 2000,.

## Liste des communes
Le département de M'Bout est constitué de neuf communes :
- Chelkhet Tiyab
- Diadjibine Gandéga
- Edbaye Ehl Guelaye
- Foum Gleita
- Lahrach
- M'Bout
- Souve
- Terguent Ehl Moulaye Ely
- Tikobra